# Urodontinae
Sous-famille
Les Urodontinae sont une sous-famille d'insectes coléoptères appartenant à la famille des Anthribidae.
Bruchelinae Pierce, 1916 en est synonyme.

## Liste des genres
- Breviurodon Strejcek, 1981
- Bruchela Dejean, 1821 synonymes : Arodum Gistel, 1856, Bruchella Sturm, 1826, Exurodon Schilsky, 1912, Urodon Schoenherr, 1823 & Urodum Gistel, 1856
- Cercomorphus Perris & Jacquelin du Val, 1864
- Urodomorphus Louw, 1993
- Urodontellus Louw, 1993
- Urodontus Louw, 1993
- Urodoplatus Motschulsky, 1874